# Стипендія
Стипендія (лат. stipendium — платня, від лат. stips — грошовий внесок, заробіток і лат. pendere — виплачувати, вносити) — постійна або тимчасова матеріальна підтримка (утримання) у вигляді грошових виплат, що надається учням, студентам, аспірантам, особам, які проходять спеціальний курс навчання чи стажування, та деяким іншим категоріям громадян.
 Стипендія є також однією з форм державної допомоги окремим групам осіб, матеріального заохочення науково-дослідної, освітянської та творчої діяльності та відзначення заслуг перед державою.

Стипе́ндія (лат. stipendium — оклад) — постійна чи тимчасова грошова виплата, що надається регулярно (зазвичай щомісяця) учням і студентам середніх спеціальних та вищих навчальних закладів, а також аспірантам та докторантам, за умови успішного навчання. Стипендію отримує стипендіа́т.

## Види стипендій
Залежно від призначення, суб'єктного складу одержувачів, строків виплати та інших критеріїв в українському законодавстві розрізняють види стипендій:
- Державні та недержавні (комунальні, приватні тощо);
- Міжнародні;
- Загальнонаціональні;
- Відомчі (галузеві, міжгалузеві);
- Регіональні, місцеві;
- Загальні і цільові;
- Іменні і персональні;
- Постійні (довічні) тимчасові (на певний період), разові тощо[1].

## Порядок та розміри стипендій
Порядок призначення і виплати стипендій осіб, які навчаються у навчальних закладах або наукових установах за державним (регіональним) замовленням за рахунок коштів загального фонду державного (відповідного місцевого) бюджету затверджується Урядом.
Урядом затверджуються розміри стипендій учнів професійно-технічних, студентів вищих навчальних закладів, наукових установ державної та комунальної форми власності, а також переможців, призерів та учасників інтелектуальних змагань.